# Ciclo do Ouro
Ciclo do Ouro (en traduction libre, Cycle de l’Or) est un tableau historique de Rodolfo Amoedo. L'œuvre appartient au genre de la peinture historique et est situé au Musée Ipiranga. La peinture est produite en tant que commande du directeur de ce musée Afonso d'Escragnolle Taunay. Elle dépeint l'extraction d'or au Brésil lors de la période de l'esclavage.

## Description
L'œuvre est réalisée à la peinture à l'huile.. Ses dimensions sont de 222 × 132 cm. Elle fait partie du Musée Ipiranga, avec le numéro d'inventaire 1-19543-0000-0000.
Le tableau représente un homme à la peau claire, aux cheveux foncés et à la moustache épaisse, coiffé d'un chapeau de paille aux bords relevés. Il porte un large pantalon marron, une chemise blanche et des bottes. Debout, il tient un long fouet brun sur son bras droit, tandis que sa main gauche repose sur un tamis soutenu par les deux mains d’un homme noir, vêtu uniquement d’un short beige et légèrement incliné vers lui dans une posture de soumission. À l’arrière-plan, deux Indiens sont occupés à travailler et à échanger, jetant un regard vers la scène principale. Le décor représente une colline verdoyante, dominée par le sommet de l’Itacolomi.

## Contexte
Ciclo do Ouro est le fruit d’une commande passée par Afonso d'Escragnolle Taunay à plusieurs artistes qu’il considérait comme prestigieux. Directeur du Musée Paulista à cette époque, il a conçu une collection spéciale pour célébrer le centenaire de l’indépendance du Brésil en 1922, visant à illustrer les différents cycles économiques marquant l’histoire nationale.
Le tableau s'inscrit dans le projet de Taunay visant à illustrer les quatre grandes phases de l’histoire nationale, aux côtés des panneaux Criadores de Gado (Éleveurs de bétail) de João Batista da Costa, Ciclo da Caça ao Índo (Cycle de la chasse indienne) d’Henrique Bernardelli et Tomada de posse da Amazônia por Pedro Teixeira (Prise en Charge de l'Amazonie par Pedro Teixeira) de Fernandes Machado. Taunay entretenait une correspondance avec les artistes qu'il avait engagés, leur donnant des directives précises afin que les œuvres ne reposent pas sur leurs seules interprétations artistiques. Son objectif était de produire des peintures qu’il considérait comme dotées d’une véritable valeur historique.

## Analyse
Dans Ciclo do Ouro, on peut constater qu'Amoedo a suivi les recommandations de Taunay pour exalter le bandeirante en tant que héros national, lui conférant une posture de supériorité et de domination par rapport à l’esclave noir représenté dans l'œuvre. Toutefois, dans d’autres tableaux, comme Varação de Canoas (1929), Amoedo explore la relation entre les populations indiennes et les bandeirantes, ne présentant plus ces derniers comme des figures héroïques. Cela met en évidence l’influence de Taunay dans sa tentative de forger une identité nationale à travers l’art.